# کریون
کریون (به انگلیسی: Craven) یک منطقهٔ مسکونی در بریتانیا است که در یورک‌شر شمالی واقع شده‌است.